# 続あしながおじさん
『続あしながおじさん』 (ぞくあしながおじさん、Dear Enemy) はジーン・ウェブスターの小説。彼女の代表作『あしながおじさん』の続編として1915年に発表された。主人公サリーの書簡集としての形式を取る。

## 概要
『あしながおじさん』の主人公ジュディが結婚後、彼女が育った孤児院「ジョン・グリア・ホーム」の改革権を夫からプレゼントされ、実際の改革を行う院長として大学時代の親友サリー・マクブライドを指名する。裕福な家庭で何不自由なく育ち、それまで孤児などにまったく関心の無かったサリーは、とまどい、悩みながらも、持ち前のユーモアと実行力で、変わり者のマックレイ医師や大学の同窓生ベッツィ、兄ジミーとその友人たちとともに、ジョン・グリアを模範的な孤児院に変えていく。荒廃しきった孤児院の建て直しの中で彼女自身が成長し、生きる目的や真実の愛を見出していく物語である。
本文はほぼ1年間にわたってサリーからジュディ、マックレイ医師、恋人である国会議員ゴードンなどにあてて書かれた書簡集の形式になっている。原題の"Dear Enemy"（好敵手へ）は、何度も衝突を繰り返すマックレイ医師にあてて書かれた手紙の書き出しから。

## 書誌情報
- 松本恵子訳 『あしながおじさん（続）』改版版 新潮文庫、1961。　ISBN 978-4102082027
- 畔柳和代訳 『続あしながおじさん』 新潮文庫、2017。　ISBN 978-4102082041